# 南一番街
南一番街（みなみいちばんがい）は群馬県太田市にある東武鉄道太田駅の南口に「区画整理事業」と「防災街区指定」により作られた商店街であった。しかし、駅前や郊外へのショッピングセンターの進出や富士重工業のお膝元で進行したモータリゼーションの影響で商店街としては衰退し、1986年（昭和61年）に「コミュニティーマート構想モデル事業」の指定を受け、再生を目指した。
近年は歓楽街として知られる地区である。

## 概要
1969年（昭和44年）に市が東武鉄道太田駅の南側の田畑を開発して市街化する為に行われた区画整理事業に、太田宿をルーツとする市内随一の商店街だった「本町」の店主などが保留地を買収して参画して建設した商店街として1970年（昭和45年）に誕生した。
保留地を購入した約70人は組合を結成して共同で計画的な新たな街作りを目指し、統一した設計で南口の駅前通の両側約1kmに及ぶ商店街を、防災建築街区造成事業として公的資金に頼らず各地主の資金調達により0から建設を行っている。
この開発に際して建築事務所のRIA建築綜合研究所は設計の受託から始まったものの、多数の関係者の多様な意見を集約・調整することになり、後の市街地再開発におけるコンサルタント業務の様な形で作業を進めた結果、当時としては先進的な考えが多数盛り込まれた。
富士重工業の企業城下町であることを考慮したモータリゼーションへの対応として、商店街の中心に4車線の道路を通し、駅前ながら広大な駐車場も整備した他、建物も時代の変化に対応しやすいようにシンプルな構造で、ファサードの交換で外観すらも変更可能とされ、街路は当時先進的だったアーケードの設置や電柱の地中化を導入するなど将来を見据えた野心的な計画の下で建設された。
また、駅前再開発にありがちな駅の目の前への大型店の設置はされず、開発に参画したすみや系列の百貨店ダイキン百貨店、スーパーマーケットとりせん、映画館、ボウリング場や商店が立ち並んだ商店街となっていた。
その他共同開発の商店街とは別に駅前広場に面して東武ストア太田店が開業するなど南口は一気に新たな商業の中心地になることになった。（同時期の競合店には本町商店街の藤五、十字屋や国道407号沿いの東光ストア（後の東急ストア）などがあった。）
しかし、1977年（昭和52年）に太田駅南口広場に面した場所に駐車場も完備したユニーを核店舗としたベルタウンが出来ると、従来の強みであった駅への近さや駐車台数などでも適わなかった為に集客力は衰え、1978年（昭和53年）3月に東武ストア、翌月4月にはダイキン百貨店などが競争に敗れて閉店。その後も、とりせん南口店も1990年（平成2年）6月に閉店するなどその他の商店の閉店してゆき、映画館、ボウリング場もなくなるなどシャッター商店街化が急速に進むことになった。
この商店街の衰退の引き金を引いたベルタウンや南部郊外の高林に出来た「ショッピングセンターラブ」に地元の商店も参画しており、そうした店舗が自ら主力をそうした施設に移転していったこともこの商店街の衰退に繋がったとされている。
こうして商店街が衰退した後にバブル崩壊し、経営が苦しくなると当地の店舗跡を賃貸に回すケースが増えたが、広めで家賃が高めだったこともあり、富士重工業や三洋電機の工場がある工業都市である為に独身男性が多めの地域性を背景に資金力に富んだ性風俗サービスの店舗が多数入り近年は北関東随一の歓楽街と呼ばれるようになった。

## 再生への取組み
「品格のある生活文化都市」を未来像として掲げる太田市は、中心市街地活性化策でも「品、気品」を意味するclasseもこめた「くらっせ・おおた」とし、「まちなか居住」「まちなか交流」を含む多様な都市機能を集めたコンパクトな街作りを目指すとしている。
こうした方針の一環として、ハード面では2002年（平成14年）にアーケードを撤去し、2004年（平成16年）には4車線だった駅前大通を2車線化して歩道を拡幅すると同時に段差をなくし、バリアフリー化を進めるなど再開発を進め、ソフト面では2005年（平成17年）3月28日には「おおた南一番街クリーンアップ条例」を制定してクリーンアップ作戦を進めるなど行政主導で風俗街からの脱出を模索し始めている。

## 祭り
「おおた夏まつり」の一環として毎年7月下旬の土・日曜日には「九合夏まつり」を当地を中心として開催している。
その中で近年は「上州太田阿波踊り」も開催されている。

## 範囲
- 北側＝太田駅、ドン・キホーテ太田店
- 東側＝太田市民会館、太田市立中央小学校
- 南側＝私立常磐高等学校、城山病院
- 西側＝太田市役所（本庁舎）、国道407号

この4つの辺に囲まれた区画が一般には南一番街と呼ばれている。
なお、「おおた南一番街クリーンアップ条例」では太田駅南口から市道太田環状線交差点までの市道太田駅南口線としており、共同で建設された商店街の地区のみを対象としている。
住所は、太田市飯田町（いいだちょう）の一角である。

## 近年の主な業種
バー、クラブ、スナック、ピンクサロン、セクシーパブなどである。歌舞伎町を模したイメージが強く、週末はサラリーマンも多い。